# Porphyrinia carneola
Porphyrinia carneola là một loài bướm đêm trong họ Noctuidae.